# عارية على كرسي أسود (لوحة)
عارية على كرسي أسود (بالإنجليزية: Nude in a Black Armchair ) هي لوحة من تصميم بابلو بيكاسو. رسمت في 9 مارس 1932، وهو الوقت الذي عاش فيه بيكاسو في بويسجلوب خارج باريس، وهي أول وأكبر سلسلة من اللوحات التي أكملها بيكاسو تلك السنة لعشيقته ماري تيريز والتر. 
ويستشهد الناقد الفني ريتشارد لاكايو بالرسم كمثال على العطاء والخضوع المبدع بين بيكاسو وهنري ماتيس، حيث اقتبس بيكاسو منحنيات ماتيس الحماسية كعلامة للمتعة واستخدامه الأسود لتكثيف اللون الوردي.
وقد اعتبر أمين متحف الفن الحديث السابق وليام روبين «لعبة جنسية اسفنجية»، 
وقد وصف النقاد الآخرون موضوع الخصوبة الذي يتم عرضه بشكل متبادل من قبل كل من شخصية الإناث والنبات.
في عام 1999 تم شراؤها من قبل Les Wexner، مؤسس شركة Limited Brands، مقابل 45.1 مليون دولار.

## وصلات خارجية
- 'Matisse Picasso' Exhibit Pairs Masters of Art, npr.org
- Frick Art Reference Library record of provenance and exhibition